# Cody Linley
Cody Linley, tên thật là Cody Martin Linley, sinh ngày 20 tháng 11 năm 1989, là một diễn viên điện ảnh người Mỹ. Anh sinh ra tại tiểu bang Texas, Mỹ. Anh nổi tiếng nhất với vai diễn trong phim Hoot và vai diễn trong phim Jake Ryan trong loạt phim truyền hình Hannah Montana.
Linley xuất diễn lần đầu trong phim sản xuất cho truyền hình năm 1998 có tựa Still Holding On: The Legend of Cadillac Jack. Sau đó, anh đã đóng vai hỗ trợ trong 4 phim phát hành năm 2000: My Dog Skip, Where the Heart Is, Walker, Texas Ranger, and Miss Congeniality. Năm 2003, Linley đóng vai chính trong phim độc lập When Zachary Beaver Came to Town và diễn trong phim, Cheaper by the Dozen
Cody cũng thu âm đĩa, và đã ghi âm lại bài hát nổi tiếng "Wonderwall" do Oasis sáng tác.
Ngoài ra, anh còn tham gia đóng phim Haunting Hour Don't think about. Năm 16 tuổi, Cody đã làm người mẫu cho 1 hãng quảng cáo.

## Danh sách phim đã đóng
| Năm       | Tựa                                     | Vai               | Ghi chú                                                                |
| --------- | --------------------------------------- | ----------------- | ---------------------------------------------------------------------- |
| 2008      | Sweet Sixteen                           | Aaron             | Vai chính                                                              |
| 2007      | The Haunting Hour: Don't Think About It | Sean              | Feature                                                                |
| 2006      | Hoot                                    | Mullet Fingers    | Starring Role                                                          |
| 2006–2007 | Hannah Montana                          | Jake Ryan         | Recurring Role, Season 1: 4/26 Episodes, Season 2: 7 Episodes (so far) |
| 2005      | Echoes of Innocence                     | Christopher       | Feature                                                                |
| 2005      | Rebound                                 | Larry Burgess Jr. | Film                                                                   |
| 2004      | That's So Raven                         | Daryl             | Vai diễn khách mời                                                     |
| 2004      | The Suite Life of Zack and Cody         | Billy             | Vai diễn khách mời                                                     |
| 2003      | Cheaper By The Dozen                    | Quinn             |                                                                        |
| 2003      | When Zachary Beaver Came to Town        | Cal               | Feature                                                                |
| 2000      | Miss Congeniality                       | Tough Boy         | Minor Role                                                             |
| 2000      | Where the Heart Is                      | Brownie Coop      | Minor Role                                                             |
| 2000      | My Dog Skip                             | Spit McGee        | Feature                                                                |